# My Little Pony: A Amizade É Mágica (4.ª temporada)
A quarta temporada de My Little Pony: A Amizade É Mágica, uma série animada desenvolvida por Lauren Faust, originalmente exibido no canal Hub Network nos Estados Unidos. A série é baseada na linha de brinquedos e animações homônimos, criada pela Hasbro, e muitas vezes é convocada por colecionadores para ser a quarta geração, ou "G4", da franquia My Little Pony. Esta temporada estreou nos Estados Unidos, no dia 23 de novembro de 2013 e terminou no dia 10 de maio de 2014. Estreou no Brasil, no dia 14 de julho de 2014 e terminou no dia 3 de abril de 2015, um dia antes da estreia da quinta temporada nos Estados Unidos. Estreou em Portugal, no dia 2 de fevereiro de 2015 e terminou no dia 9 de março de 2015.

## Desenvolvimento

### Conceito
A quarta temporada continua a partir dos eventos do episódio final da terceira temporada, A Cura do Mistério Mágico, onde Twilight, que passou a aprimorar suas habilidades mágicas enquanto aprendeu o valor da amizade, foi coroado como mais nova princesa de Equestria, tornando-se uma alicórnio no processo. Alguns elementos focados pela temporada, Twilight chegam a um acordo com seu novo estado; o escritor principal Meghan McCarthy afirmou que "o que não queríamos fazer era mudar quem Twilight é como personagem, porque ela certamente é alguém que todos se orgulham de conhecer e amar", enquanto Tara Strong, a atriz que dá a voz para Twilight, afirmou que o episódio é "um nascimento de uma nova era para Twilight, mas não o fim do que torna o show tão maravilhoso". Além disso, com a diretiva das cartas para a Princesa Celestia não mais em vigor, as seis personagens principais também resolvem manter um diário coletivo de suas experiências formativas para o amor da posteridade. De acordo com uma publicação de Twitter da McCarthy, a temporada também inclui um arco da história, que apresenta as pôneis na caça para encontrar chaves para abrir uma misteriosa arca de seis cofres trancados.

### Produção
Os documentos de investimento da DHX Media de 2012 para finanças, indicam que a produção de uma quarta temporada foi financiada. Antes da estréia da temporada, alguns aspectos foram discutidos por Meghan McCarthy, Tara Strong e outros escritores e atores de vozes nas várias convenções de fãs. O vice-presidente de distribuição internacional da Hasbro, Finn Arnesen, declarou que "My Little Pony" é uma marca de "prioridade" para a empresa e espera que a série continue além da quarta temporada. A quarta temporada da série estreou em 23 de novembro de 2013. Esta temporada marca o primeiro artista de storyboard Jim Miller, também será co-diretor ao lado de Jayson Thiessen. Esta temporada também marca a primeira vez a produção executiva por Thiessen e McCarthy.

## Transmissão

### Televisão
Na versão original, esta temporada estreou em 23 de novembro de 2013, no canal The Hub Network. Com a exceção do primeiro episódio, que estreou às 10:00, todos os episódios estrearam às 10:30 (UTC−5). A temporada acabou no dia 10 de maio de 2014, com um final de duas partes.
No Brasil, esta temporada estreou em 14 de julho de 2014, no canal Discovery Kids. A temporada teve seu fim no dia 3 de abril de 2015, um dia antes da estreia da quinta temporada nos EUA. Todos os episódios foram estreados pela ordem de produção e ao meio-dia (UTC−3), em dias úteis da semana (com a exceção de Salto de Fé, que estreou às 11:30 em um domingo, na estreia do bloco Kid+ do canal).
Em Portugal, esta temporada estreou em 2 de fevereiro de 2015, às 7:00 e 20:00 (UTC+0), em dias úteis da semana, no Canal Panda.

### Home media
Nos Estados Unidos, o DVD foi publicado pela Shout! Factory, lançado no dia 2 de dezembro de 2014, na versão Região 1.

## Episódios
Esta temporada contém 26 episódios, com duração de 22 minutos aproximadamente.
| # | #  | Título | Dirigido por                                | Escrito por                                              | Exibição original       | Exibição em português                          | Código | Audiência (em milhões) |
| --- | -- | --- | ------------------------------------------- | -------------------------------------------------------- | ----------------------- | ---------------------------------------------- | ------ | ---------------------- |
| 66 | 1  | "A Princesa Twillight Sparkle (BR) O Brilho da Princesa Twilight Sparkle (PT)" (Parte 1) "Princess Twilight Sparkle (Part 1)" | Jayson Thiessen (co-diretor por Jim Miller) | Meghan McCarthy                                          | 23 de novembro de 2013  | 14 de julho de 2014 2 de fevereiro de 2015     | 401    | 0.73                   |
| A princesa Twilight ainda está se adaptando às novas asas, e ao novo título, enquanto se prepara para a celebração do sol de verão. |    | |                                             |                                                          |                         |                                                |        |                        |
| 67 | 2  | "A Princesa Twillight Sparkle (BR) O Brilho da Princesa Twilight Sparkle (PT)" (Parte 2) "Princess Twilight Sparkle (Part 2)" | Jayson Thiessen (co-diretor por Jim Miller) | Meghan McCarthy                                          | 23 de novembro de 2013  | 15 de julho de 2014 3 de fevereiro de 2015     | 402    | 0.71                   |
| Twilight volta no tempo e conhece a origem dos Elementos da Harmonia quando procura uma maneira de resgatar as princesas desaparecidas e restaurar a ordem na Floresta da Liberdade.                                                                                          |    | |                                             |                                                          |                         |                                                |        |                        |
| 68 | 3  | "O Castelo (BR) Castelo Mania (PT)" "Castle Mane-ia"                                                                          | Jayson Thiessen (co-diretor por Jim Miller) | Josh Haber                                               | 30 de novembro de 2013  | 16 de julho de 2014 4 de fevereiro de 2015     | 403    | 0.46                   |
| Depois de devolver os Elementos da Harmonia, a Princesa Twilight recebe uma arca misteriosa. Ela tem certeza que a arca está ligada a seu destino. |    | |                                             |                                                          |                         |                                                |        |                        |
| 69 | 4  | "Daring Do" "Daring Don't" | Jayson Thiessen (co-diretor por Jim Miller) | Dave Polsky                                              | 7 de dezembro de 2013   | 17 de julho de 2014 5 de fevereiro de 2015     | 404    | 0.40                   |
| Rainbow Dash não poderia estar mais empolgada com o lançamento do novo livro da série Ousada Ativa. |    | |                                             |                                                          |                         |                                                |        |                        |
| 70 | 5  | "Voo ao Infinito" "Flight to the Finish"                                                                                      | Jayson Thiessen (co-diretor por Jim Miller) | Ed Valentine                                             | 14 de dezembro de 2013  | 18 de julho de 2014 6 de fevereiro de 2015     | 405    | 0.57                   |
| Os jogos de Equestria estão se aproximando, e as Cutie Mark Crusaders estão ansiosas para ter a honra de carregar a bandeira de Ponyville na cerimônia de abertura. Ausentes: Twilight Sparkle, Applejack, Pinkie Pie, Fluttershy, Rarity.                                    |    | |                                             |                                                          |                         |                                                |        |                        |
| 71 | 6  | "Pôneis Poderosos" "Power Ponies"                                                                                             | Jayson Thiessen (co-diretor por Jim Miller) | Meghan McCarthy, Charlotte Fullerton, e Betsy McGowen    | 21 de dezembro de 2013  | 8 de setembro de 2014 9 de fevereiro de 2015   | 406    | 0.68                   |
| Quando Spike põe suas garras em uma história em quadrinhos encantada, ele e seus amigos vão parar magicamente no mundo de Maretropolis. |    | |                                             |                                                          |                         |                                                |        |                        |
| 72 | 7  | "Morcegos!" "Bats!" | Jayson Thiessen (co-diretor por Jim Miller) | Merriwether Williams                                     | 28 de dezembro de 2013  | 9 de setembro de 2014 10 de fevereiro de 2015  | 407    | 0.53                   |
| Quando sua fazenda de maçãs é atacada por morcegos que se alimentam de frutas, Applejack pede a ajuda de seus amigos para se livrar dos bichos, antes que eles façam mais estragos no pomar.                                                                                  |    | |                                             |                                                          |                         |                                                |        |                        |
| 73 | 8  | "Rarity Vai para Manehattan" "Rarity Takes Manehattan"                                                                        | Jayson Thiessen (co-diretor por Jim Miller) | Dave Polsky                                              | 4 de janeiro de 2014    | 10 de setembro de 2014 11 de fevereiro de 2015 | 408    | 0.53                   |
| Rarity participa de uma competição de moda em Manehattan e leva seus amigos de Ponyville com ela, para que eles vejam as luzes da cidade e assistam a um musical. |    | |                                             |                                                          |                         |                                                |        |                        |
| 74 | 9  | "Pinkie Apple Pie" "Pinkie Apple Pie"                                                                                         | Jayson Thiessen (co-diretor por Jim Miller) | Natasha Levinger                                         | 11 de janeiro de 2014   | 11 de setembro de 2014 12 de fevereiro de 2015 | 409    | 0.50                   |
| Applejack, Apple Bloom, Vovó Smith e Big Mac ficam animadas ao saber que Pinkie Pie pode ser sua prima de quarto grau. Ausentes: Rainbow Dash, Fluttershy, Rarity. |    | |                                             |                                                          |                         |                                                |        |                        |
| 75 | 10 | "A Queda de Rainbow" "Rainbow Falls"                                                                                          | Jayson Thiessen (co-diretor por Jim Miller) | Corey Powell                                             | 18 de janeiro de 2014   | 12 de setembro de 2014 13 de fevereiro de 2015 | 410    | 0.51                   |
| Está chegando o dia dos jogos de Equestria, mas nem todos os pôneis poderão participar da competição. |    | |                                             |                                                          |                         |                                                |        |                        |
| 76 | 11 | "Três É Demais" "Three's a Crowd"                                                                                             | Jayson Thiessen (co-diretor por Jim Miller) | Meghan McCarthy e Ed Valentine                           | 25 de janeiro de 2014   | 14 de outubro de 2014 16 de fevereiro de 2015  | 412    | 0.48                   |
| A Princesa Cadance está chegando a Ponyville para passar um dia com a cunhada Twilight, mas tudo complica com a visita inesperada de Discórdia. |    | |                                             |                                                          |                         |                                                |        |                        |
| 77 | 12 | "Orgulhosa Pinkie" "Pinkie Pride"                                                                                             | Jayson Thiessen (co-diretor por Jim Miller) | Jayson Thiessen (história) Amy Keating Rogers (teleplay) | 1 de fevereiro de 2014  | 13 de outubro de 2014 17 de fevereiro de 2015  | 411    | 0.46                   |
| Pinkie Pie sempre foi conhecida por distribuir alegria em Ponyville com suas festas, mas vê sua fama ameaçada com a chegada de Cheese Sandwich, o maior animador de festas de Equestria.                                                                                      |    | |                                             |                                                          |                         |                                                |        |                        |
| 78 | 13 | "Modos Simples" "Simple Ways"                                                                                                 | Jayson Thiessen (co-diretor por Jim Miller) | Josh Haber                                               | 8 de fevereiro de 2014  | 15 de outubro de 2014 18 de fevereiro de 2015  | 413    | 0.55                   |
| Trenderhoof, o escritor mais celebrado de Equestria, vai visitar Ponyville para participar de um festival, e Rarity fica empolgada demais. |    | |                                             |                                                          |                         |                                                |        |                        |
| 79 | 14 | "Filli Vanilli" "Filli Vanilli"                                                                                               | Jayson Thiessen (co-diretor por Jim Miller) | Amy Keating Rogers                                       | 15 de fevereiro de 2014 | 16 de outubro de 2014 19 de fevereiro de 2015  | 414    | 0.58                   |
| Fluttershy descobre que possui um grande talento para a música, mas terá que superar seu medo de palco. |    | |                                             |                                                          |                         |                                                |        |                        |
| 80 | 15 | "Encontro com a Twilight" "Twilight Time"                                                                                     | Jayson Thiessen (co-diretor por Jim Miller) | Dave Polsky                                              | 22 de fevereiro de 2014 | 17 de outubro de 2014 20 de fevereiro de 2015  | 415    | 0.47                   |
| As Cutie Mark Crusaders decidem se aproveitar da amizade com a Princesa Twilight para se tornarem populares no colégio. Ausentes: Rainbow Dash, Fluttershy. Mencionadas: Applejack, Rarity.                                                                                   |    | |                                             |                                                          |                         |                                                |        |                        |
| 81 | 16 | "Não é Fácil Ser Breezies" "It Ain't Easy Being Breezies"                                                                     | Jayson Thiessen (co-diretor por Jim Miller) | Natasha Levinger                                         | 1 de março de 2014      | 3 de novembro de 2014 23 de fevereiro de 2015  | 416    | 0.64                   |
| Quando curiosas e delicadas criaturas chamadas Breezies perdem-se de seu bando, Fluttershy decide hospedá-los em sua casa. |    | |                                             |                                                          |                         |                                                |        |                        |
| 82 | 17 | "Algum Pônei para Cuidar de Mim" "Somepony to Watch Over Me"                                                                  | Jayson Thiessen (co-diretor por Jim Miller) | Scott Sonneborn                                          | 8 de março de 2014      | 4 de novembro de 2014 24 de fevereiro de 2015  | 417    | 0.63                   |
| Aborrecida com a superproteção de sua irmã, Apple Bloom decide provar a Applejack que sabe se virar sozinha. Ausentes: Twilight Sparkle, Rainbow Dash, Pinkie Pie, Fluttershy. Mencionada: Rarity.                                                                            |    | |                                             |                                                          |                         |                                                |        |                        |
| 83 | 18 | "A Visita de Maud" "Maud Pie"                                                                                                 | Jayson Thiessen (co-diretor por Jim Miller) | Noelle Benvenuti                                         | 15 de março de 2014     | 6 de novembro de 2014 25 de fevereiro de 2015  | 419    | 0.52                   |
| Pinkie Pie está ansiosa com a visita de sua irmã mais velha Maud. |    | |                                             |                                                          |                         |                                                |        |                        |
| 84 | 19 | "Para Quem Sweetie Belle Trabalha?" "For Whom the Sweetie Belle Toils"                                                        | Jayson Thiessen (co-diretor por Jim Miller) | Dave Polsky                                              | 22 de março de 2014     | 7 de novembro de 2014 26 de fevereiro de 2015  | 420    | 0.66                   |
| Sentindo-se reprimida atrás do sucesso da irmã, Sweetie Belle decide sabotar as novas peças de Rarity. |    | |                                             |                                                          |                         |                                                |        |                        |
| 85 | 20 | "Salto de Fé" "Leap of Faith"                                                                                                 | Jayson Thiessen (co-diretor por Jim Miller) | Josh Haber                                               | 29 de março de 2014     | 15 de março de 2015 27 de fevereiro de 2015    | 421    | 0.55                   |
| Quando a Família Apple passa algum tempo em uma lagoa, a Vovó revela a Big Mac, Applejack e Apple Bloom que gostava de mergulhar, mas depois de uma experiência traumática, ficou com medo de água. Ausentes: Twilight Sparkle, Rainbow Dash, Pinkie Pie, Fluttershy, Rarity. |    | |                                             |                                                          |                         |                                                |        |                        |
| 86 | 21 | "Testando, Testando 1, 2, 3" "Testing Testing 1, 2, 3"                                                                        | Jayson Thiessen (co-diretor por Jim Miller) | Amy Keating Rogers                                       | 5 de abril de 2014      | 30 de março de 2015 2 de março de 2015         | 422    | 0.58                   |
| Rainbow Dash se prepara para uma prova de história, um teste que precisa passar para se tornar membro da Reservas de Wonderbolts. |    | |                                             |                                                          |                         |                                                |        |                        |
| 87 | 22 | "Trocas!" "Trade Ya!" | Jayson Thiessen (co-diretor por Jim Miller) | Scott Sonneborn                                          | 19 de abril de 2014     | 5 de novembro de 2014 3 de março de 2015       | 418    | 0.51                   |
| As pôneis visitam a feira de trocas de Rainbow Falls, mas não será tão fácil conseguir o que querem. |    | |                                             |                                                          |                         |                                                |        |                        |
| 88 | 23 | "Manifestação Inspiradora" "Inspiration Manifestation"                                                                        | Jayson Thiessen (co-diretor por Jim Miller) | Corey Powell e Meghan McCarthy                           | 26 de abril de 2014     | 31 de março de 2015 4 de março de 2015         | 423    | 0.39                   |
| Rarity não consegue impressionar um marionetista com seu teatro de bonecos ambulante. Ela fica tão frustrada que não tem tempo de preparar uma novidade para uma feira de Ponyville.                                                                                          |    | |                                             |                                                          |                         |                                                |        |                        |
| 89 | 24 | "Jogos de Equestria" "Equestria Games"                                                                                        | Jayson Thiessen (co-diretor por Jim Miller) | Dave Polsky                                              | 3 de maio de 2014       | 1 de abril de 2015 5 de março de 2015          | 424    | 0.41                   |
| Quando Spike e Mane 6 viajam ao Império de Cristal para os Jogos de Equéstria, Spike é recebido como herói por derrotar o Rei Sombra e convidado a acender a tocha na cerimônia de abertura.                                                                                  |    | |                                             |                                                          |                         |                                                |        |                        |
| 90 | 25 | "O Reino da Twilight" (Parte 1) "Twilight's Kingdom (Part 1)"                                                                 | Jayson Thiessen (co-diretor por Jim Miller) | Meghan McCarthy                                          | 10 de maio de 2014      | 2 de abril de 2015 6 de março de 2015          | 425    | 0.68                   |
| Twilight têm dúvidas sobre suas funções e não tem certeza sobre que tipo de princesa deveria ser. |    | |                                             |                                                          |                         |                                                |        |                        |
| 91 | 26 | "O Reino da Twilight" (Parte 2) "Twilight's Kingdom (Part 2)"                                                                 | Jayson Thiessen (co-diretor por Jim Miller) | Meghan McCarthy                                          | 10 de maio de 2014      | 3 de abril de 2015 9 de março de 2015          | 426    | 0.79                   |
| Discórdia trai suas amigas e se une a Tirek e às Princesas Celéstia e Luna. A Princesa Cadence quer transferir sua magia a Twilight para garantir sua segurança. |    | |                                             |                                                          |                         |                                                |        |                        |